# エスパー伊東
エスパー伊東（エスパーいとう、本名：伊東 万寿男〈いとう ますお〉、1960年〈昭和35年〉12月26日 - 2024年〈令和6年〉1月16日）は、日本のお笑いタレント、画家。熊本県阿蘇郡南小国町出身（公式プロフィールでは東京都出身）。

## 人物
- 幼少期は東京都板橋区在住。本人によれば「計18年居住し6回転居している」。成増幼稚園、板橋区立成増小学校卒業[5]。成増小では石橋貴明の1年先輩に当たる。中学は渋谷区立代々木中学校に進む[6]。
- 芸歴は長く、一時期電撃ネットワークと一緒に体を張ったパフォーマンスをしていたことがあり、ライブなどで共演することがあった。
- 結婚式余興の営業で、全国各地を回っていた。
- 趣味は漫画を書くこと。絵心もあり、毎年8月に出演する『めちゃ×2イケてるッ!』（フジテレビ）の「24時間対抗テレビ」でもその腕前を披露している。若い頃は『FromA』（リクルート）に掲載された谷村ひとしのアシスタント募集の記事を見て実際に応募、面接を受けている[7]。
- 2003年に起きた有栖川宮詐欺事件に巻き込まれた著名人の一人で、パーティーに参加し祝儀として3万円を騙し取られている。
- デビュー当初は現在の「エスパー」という芸名がなく、本名名義でテレビ出演をしていた時期があり、1991年の『第5回FNSスーパースペシャル1億2,000万人のテレビ夢列島'91』（フジテレビ）にてスタッフによって「エスパー伊東」と名付けられた[8]。
- 2011年から２年間にわたり、自宅近くのラーメン店で「腹を小突いただろ」などと因縁をつけられて以来、計約630万円を脅し取られていたと報道される[9]。その後、恐喝容疑で逮捕された男は同じ団地に住む男で、脅し取られた総額は報道された630万円ではなく、1000万円以上に上ることを明かした[10]。
- 2018年7月、絵画「ガネーシャ守護神」で「第44回国際美術大賞展」都議会議長賞を受賞した[11][注 1]。
- 2018年12月22日、自身のブログで怪我の治療に専念するため2018年12月末日を以って芸能界を引退すると発表したが[12]、25日に記者会見を開き「ブログ制作の協力者との誤解のため”引退”と誤って伝わった」として撤回、右変形性股関節症と突然眠気が襲って来る原因不明の症状のため「休業」を発表した[13][14]。
- 股関節の手術後に多発性脳梗塞を発症しリハビリのため入院中であることを、2019年9月4日放送の『グッド!モーニング』（テレビ朝日）において、所属事務所（オフィス庄屋）社長のビトタケシが明らかにした[15]。
- 2020年2月28日放送の『爆報! THE フライデー』（TBS）で、休業後初のメディア出演。入院生活を続けており、生活保護を受給して入院費をまかない、手術費用などはビトタケシが捻出している現状を明かした。また、脳梗塞の影響で言語障害と顔面麻痺も発症しており、番組内で伊東は呂律に苦しみながら発言していた。番組MCの爆笑問題からの激励のVTRに対しては「また一緒にライブやりたい。早く治して復帰したいです」と返し、芸能活動復帰への意欲は失われていなかったが[16]、これが生前最後のテレビ出演となった。
- ビトタケシによれば、2020年2月頃に病院から老人ホームに移り[17]、認知症を発症し半ば寝たきり状態であった。伊東の身内が別の老人ホームに入所している父親しかいないため、ビトタケシが伊東の身元引受人になっていた[18]。
- 2024年1月16日、てんかん重積のため、入院先の病院で死去した[19]。63歳没。生涯独身だった。また、葬儀告別式には『めちゃイケ』メンバーの加藤浩次や有野晋哉、武田真治が参列したと報じられ、[20]。ナインティナインが自身のラジオ番組『ナインティナインのオールナイトニッポン』にて、『めちゃイケ』での共演時のエピソードと同時に追悼コメントを送ってる。
- 遺品は現在、静岡県伊東市にあるテーマパーク「まぼろし博覧会」にて展示されている[21]。

## 芸風
上半身裸に黒スパッツ姿がトレードマークである。
自らを「高能力者」「高能力パフォーマー」と称して、体育会系の学生が先輩に強要されてやる様な怪しい芸を実行し、失敗しては笑いを取っている天然ボケキャラクターである。口下手のため、ソロではイジられ役に徹している。
顔だけ外に出して、ボストンバッグ等の中に全身を入れたまま登場することが多い。「高能力」を披露する際のテーマ曲は『バロック・ホウダウン』（いわゆる「エレクトリカルパレード」のテーマ）。これは、黒いゴム手袋を頭に被って鼻息で膨らませて割る一発芸を披露した際、割った後のゴム手袋の形がミッキーマウスの耳に似ていたことにちなんで使用されるようになったものである。いろいろな能力を示そうとするが、大抵失敗しては「はいーーっ」と言ってごまかす。
日本テレビ系列局で放送されていた『投稿!特ホウ王国』には番組成熟期から衰退期にかけて、本名の伊東 万寿男で出演。出演時の肩書（職業）はアルバイトだった。当時番組内で、手力（てぢから）で人気を博していた謎の郵便局員こと栗間太澄（Mr.マリック）に対抗して、「伊東万寿男の無謀な挑戦」という文字通り体を張って無謀な挑戦をするコーナーが存在し、数々の対決を繰り広げた。また栗間太澄と同様、誰がどう見ても明らかに正体が分かっているにもかかわらず、エスパー伊東であることを頑なに否定していた。なお、栗間は最終回で正体がバレたものの、伊東は正体が明かされるといった演出は無く、最後まで素人の挑戦という設定を崩さなかった。
2010年6月、台湾電視公司で放送の番組「鑽石夜総会」に出演。日本では知らない人はいないといわれる200以上のパフォーマンスを持つ有名な芸人であると報じられた。同番組で「ボストンバッグ入り」で登場し、つかみは得たものの「激辛唐辛子1皿1分ニコニコ食い」、「テニスラケット軟体くぐり」をことごとく失敗し、最終的に収録打ち切りになった。この一部始終は、翌日の現地新聞に取り上げられた。
2010年8月21日の『めちゃ×2イケてるッ!』では、自身がプリントされているTシャツを着たエスパーギャル（武田るい、皆本侑樹、高橋里美、神谷玲子、大塚莉奈）を従えて登場した。

### 「高能力」の数々
- 「スプーンねじきり」 - 本人曰く「スプーン曲げは難しいから。」
- 「ビールをジョッキで3杯一気飲みした後30回転しても目が回らない男」
- 「ペットボトルで空を飛ぶ」 - エアを詰めた業務用ペットボトル数本を背中に背負って噴射し、キリモミしながら空を飛ぶ[注 2]。
- 「エアバッグで空を飛ぶ」 - ハンドルの上に座り、エアバッグを膨らませて空を飛ぶ。「ハンドルでナニしちゃう男」として紹介された。
- 「地獄車」 - 漫画『柔道一直線』に登場する架空の柔道技。
- 「0cm読書」
- 「手んぷら」
- 「ドライアイス食い」
- 「指ドリル・指ペンチ 」
- 「小指1本突きダンボール穴あけ」
- 「扇風機舌止め」
- 「三歳児の服を着る」
- 「火炎ガラス渡り」
- 「爆裂ゴム手袋鼻息割り」 - 医療用ゴム手袋を頭から被り、鼻息で膨らませて割る。失敗することも多い。
- 「テニスラケット軟体くぐり」- 体を二つ折りにして網の張っていないラケットを通り抜ける。
- 「熱々おでんニコニコ食い」
- 「高熱たこ焼き串いらず」 - たこ焼きを指でひっくり返す。
- 「高熱おしぼりヒラリハラリ」 - 次々と投げられる、沸騰した湯に浸したおしぼりをかわし続ける。
- 「360°敵だらけ」 - 360°から放たれる枕を、映画『マトリックス』の様に華麗にかわす。
- 「I am チャッカマン」
- 「本気（マジ）キックネバーギブアップ」 - キックを受けても痛がらず、逆にキックを打つ人の方が疲れる（らしい）。
- 「熱々流しそうめんハシいらず 〜次の人ごめんなさい〜」
- 「長距離ハッピーバースデートゥーミー」
- 「360°亀田祭りネバーギブアップ」
- 「ドキドキメジャー寸止メジャー」 - メジャーを巻く時に水が入った風船ぎりぎり目の前で止める。
- 「ドキドキメジャー寸止メジャー2」
- 「かんしゃく玉ホッピングヒョヒョイのヒョイ」 - かんしゃく玉を潰さずにスタートからゴールまで行く。
- 「鋼鉄レバーギブアップ」 - 空手経験者のレバーブローを我慢する。

#### 「高速」シリーズ
- 「高卒電話帳破り」 - 電話帳を破る。本来は「高卒」でなく「高速」であったが、滑舌が悪いために聞き間違えられた。
- 「ラベラーヌンチャク高速貼り」 - ラベラー（値札貼り）2つを紐で繋いだものをヌンチャクのように振り回しながら牛乳パックにバーコードを張っていく。
- 「高速1分間梅干し30個食い」
- 「高速わんこ飲み」
- 「高速目覚まし止め」
- 「高速ほえすた祭り」
- 「高速大工さん」 - すばやく釘を打ち、板の上を銀色にする。
- 「高速真っ黒」 - ホワイトボードを水性ペンで全てを真っ黒にする。
- 「高速チラシはさみ」
- 「高速踊る大交差点」 - 全方向から来るミニ四駆を欠かさず受け止める。
- 「トイレットペーパー高速巻取り（上級者編）」
- 「高速キャップもどし万寿男」
- 「高速ねんど潰し」 - ねんどを1分以内で潰してシートをねんどだらけにする。
- 「高速フォーク壁抜けするり」

#### 「激辛」シリーズ
- 「激辛饅頭ニコニコ食い」
- 「激辛唐辛子バーガーニコニコ食い」
- 「激辛ワサビドッグニコニコ食い」
- 「激辛ハバネロールニコニコ食い」
- 「激辛真っ赤福（まっかふく）ニコニコ食い」
- 「激辛生カラシメルニコニコ食い」

## 出演

### 過去のレギュラー番組
- 超人!コロシアム（TBS、1994年10月22日 - 1995年3月4日）
- 小島×狩野×エスパー3P（TOKYO MX、2010年4月3日 - 6月26日）

### 過去の出演番組
- スーパージョッキー（日本テレビ、1983年1月9日 - 1999年3月28日）
- オールナイトフジ（フジテレビ、1983年4月2日 - 1991年3月30日）
- 投稿!特ホウ王国（日本テレビ、1994年5月1日 - 1997年9月21日）
- めちゃ×2イケてるッ!（フジテレビ、1998年 - 2018年3月31日）「24時間対抗テレビ」など。[注 3]
- 力の限りゴーゴゴー!!（フジテレビ、1999年10月13日 - 2002年9月11日）
- 笑っていいとも!（フジテレビ、2000年8月27日・2001年3月28日）- ゲスト
- 電車男 第9話（2005年9月1日、フジテレビ） - 偽剛司 役
- 笑いの金メダル（朝日放送、2006年5月21日）- ゲスト
- サキよみ ジャンBANG!（テレビ東京、2009年12月18日・2011年5月27日・7月1日）- ゲスト
- 鑽石夜総会（ダイヤモンド・ナイトクラブ）（2010年6月、台湾電視公司） - ゲスト
- 奇跡体験!アンビリバボー（フジテレビ、2011年5月19日）- ゲスト
- さんま&くりぃむの芸能界(秘)個人情報グランプリ（フジテレビ、2012年11月10日）- ゲスト
- IPPONスカウト（フジテレビ、2013年5月25日・11月16日・2014年5月23日・11月1日・2015年5月16日・11月7日・10日・2016年6月7日・2017年5月6日）- ゲスト
- アウト×デラックス（フジテレビ、2013年11月21日）- ゲスト
- run for money 逃走中（フジテレビ、2015年7月19日）- ゲスト
- ここがヘンだよ日本人（TBS）
- 爆笑問題のバク天!（TBS）
- 5LDK（フジテレビ）
- プレミアの巣窟（フジテレビ）
- お笑い芸人歌がうまい王座決定戦スペシャル（フジテレビ）
- CHIMPAN NEWS CHANNEL（フジテレビ）
- バナナマンの決断までのカウントダウン（フジテレビ）
- 世界で一番視聴率が取れる番組（フジテレビ）
- 〜裏ネタワイド〜 DEEPナイト （テレビ東京系列）

### CM
- 西友 サゲイスト エスパー伊東 「スプーン篇」
- ソードアート・オンライン オルタナティブ ガンゲイル・オンラインのBlu-ray / DVD第1巻編
- 置き配バッグ OKIPPA

### 映画
- クラッシャーカズヨシ
- 地球防衛ガールズP9（2011年）

### ミュージック・ビデオ
- fripSide「LEVEL5-judgelight-」、「1983-schwarzesmarken-(IS3 version)」
- 乃木坂46「無表情」

### ゲーム
- Mobile Train Simulator＋電車でGO! 東京急行編 - 紹介ビデオ内に登場
- エスパー伊東の高能力開発vol.1+：高速真っ黒（Android用）
- エスパー伊東の高能力開発vol.2+：高速真っ白（Android用）
- 龍が如く OF THE END - ゾンビとして登場

## 作品

### 著書
- 超人マニュアル（1995年、データハウス）
- エスパー鉄拳のアニマッチ占い（2003年、双葉社） - 「エスパー鉄拳」名義（鉄拳との共著）

### CD
- 迷惑ダイヤル エスパー110番　by エスパー伊東withスーパーICONS  (2000年、カムランド)   /cw  Power Of High　by エスパー伊東

### DVD
- 高能力芸人エスパー伊東の「ハイ〜ッ!」（2008年、CCRE）